# 1900 Katyusha
1900 Katyusha (1971 YB) là một tiểu hành tinh vành đai chính được phát hiện ngày 16 tháng 12 năm 1971 bởi T. Smirnova ở Nauchnyj.